# Laportea
Laportea é um género botânico pertencente à família Urticaceae.
Também chamada de urtiga graúda e até mesmo de cansanção. Planta muito comum e temida no Nordeste do Brasil, devido ao poder de causar bolhas quando em contato com a pele e uma grande sensação de queimadura.
O nome do género foi dado em honra de Francis de Laporte de Castelnau, naturalista inglês.

## Uso ritual
Exixi é outro nome dado a esta planta na cultura afro brasileira, muito utilizada nos rituais de folhas sagradas e no ibá de Exu.

## Espécies
- Laportea aestuans (L.) Chew
- Laportea canadensis (L.) Mar de Weddell
- Laportea cuneata (A.Rich.) Chew
- Laportea interrupta (L.) Chew